# Roland Schaack
Roland Schaack (7 juli 1973) is een voormalig voetballer uit Luxemburg. Hij speelde als verdediger gedurende zijn carrière. Schaack beëindigde zijn loopbaan in 2004 bij US Rumelange. Hij stapte nadien het trainersvak in.

## Interlandcarrière
Schaack kwam in totaal vijf keer (nul doelpunten) uit voor de nationale ploeg van Luxemburg in de periode 2000-2001. Onder leiding van bondscoach Paul Philipp maakte hij zijn debuut op woensdag 23 februari 2000 in de vriendschappelijke thuiswedstrijd tegen Noord-Ierland (1-3), net als doelman Alija Bešić (Union Luxembourg). Zijn vijfde en laatste interland speelde Schaack op 5 september 2001 in Luxemburg tegen Zwitserland (0-3).

## Erelijst
Jeunesse Esch
- Landskampioen

1995, 1996, 1997, 1998, 1999
- Beker van Luxemburg

1997, 1999, 2000